# Pedro Miranda Albuquerque
Pedro Miranda Albuquerque (Lisboa, 1964), viveu a sua primeira infância em Luanda. Licenciou-se em História e em História da Arte, ingressando na carreira pública. Enquanto poeta deseja pertencer a todo o espaço, demandando a palavra inteira e universal, sem limite e sem reserva, acreditando que assim deve ser a Poesia. A deriva dos seus poemas afiança isto mesmo, o seu apego à Língua Portuguesa naquilo que ela tem de clássico, de antigo e de ecuménico.

## Tem editados os seguintes títulos
Suite Caboverdiana, Lisboa, Blu Edições, 2008 [fotografias de Ernesto Matos].
Cabo Verde Por Acaso: Mornas Fotográficas, Lisboa, Instituto Camões, 2003 [fotografias de Ernesto Matos].
Timor: dez dias sem horas dentro, Lisboa, Câmara Municipal de Lisboa, 2001 [ilustrações de Ricardo Tércio].
Cidade Proibida, Lisboa, edição do autor, 2000.
Jardim Andaluz, Lisboa, Hugin Editores, 1999.

### Colaborou em várias antologias e revistas literárias
Algarve Todo o Mar: Colectânea, Lisboa, Publicações Dom Quixote, 2005.
EnCantada Coimbra: Colectânea de Poesia sobre Coimbra, Lisboa, Publicações Dom Quixote, 2003.
Ao Porto: Colectânea de Poesia sobre o Porto, Lisboa, Publicações Dom Quixote, 2001.
Rodapé: Revista da Biblioteca Municipal de Beja, Beja, Câmara Municipal de Beja, n.º 11, 2003; n.º 9, 2003; n.º 7, 2002; n.º 3, 2001.
Cadernos de Poesia: Artur Bual, n.º 2, Amadora, Círculo Artístico e Cultural Artur Bual, 2002.
Biblioteca: Revista das Bibliotecas Municipais de Lisboa, 9-10, Lisboa, Câmara Municipal de Lisboa, Departamento de Cultura, Divisão de Bibliotecas e Documentação, 2002.
Arganilia: Revista Cultural da Beira-Serra, II Série, n.º 14, Lisboa, Centro de Estudos da Beira-Serra, 2001.
Sempre Fixe: Semanário Humorístico, Número Especial, Lisboa, Renascença Gráfica, 2001.
Cais: Círculo de Apoio à Integração dos Sem-abrigo, n.º 54, Lisboa, Cais – Associação de Solidariedade Social, 2001.

### Durante um breve período de tempo publicou textos de crítica literária no Diário do Alentejo, Órgão da Associação de Municípios do Distrito de Beja, salientando-se
[...] e para o ano talvez haja girassóis (de Al Berto), in Diário do Alentejo, n.º 791, Beja, Associação de Municípios do Distrito de Beja.
Apontamentos de teoria literária: a obra fechada, a obra aberta, in Diário do Alentejo, n.º 770, Beja, Associação de Municípios do Distrito de Beja.
Arqueólogos por Neólogos?, in Diário do Alentejo, n.º 768, Beja, Associação de Municípios do Distrito de Beja.
Assim mesmo é a corte. Bom proveito! (de Luís de Gôngora e Argote), in Diário do Alentejo, n.º 763, Beja, Associação de Municípios do Distrito de Beja.
A Fronteira (de Pascal Quignard), in Diário do Alentejo, n.º 760, Beja, Associação de Municípios do Distrito de Beja.
Make love, then make it again (de Adília Lopes), in Diário do Alentejo, n.º 758, Beja, Associação de Municípios do Distrito de Beja.
Bonecos Falantes (de Carlos Selvagem), in Diário do Alentejo, n.º 755, Beja, Associação de Municípios do Distrito de Beja.
Ellis Island (de Georges Perec), in Diário do Alentejo, Beja, Associação de Municípios do Distrito de Beja.
Poesia em forma de rosa (de Pier Paolo Pasolini), in Diário do Alentejo, Beja, Associação de Municípios do Distrito de Beja.
Carta a um Refém (de Antoine de Saint-Exupéry), in Diário do Alentejo, Beja, Associação de Municípios do Distrito de Beja.
Casa de Mulheres (de Dacia Maraini), in Diário do Alentejo, Beja, Associação de Municípios do Distrito de Beja.
O Senhor Morgado (do Conde de Monsaraz), in Diário do Alentejo, Beja, Associação de Municípios do Distrito de Beja.
Acerca dos Sonetos Luxuriosos e de Os Modos (a propósito de Pietro Aretino), in Diário do Alentejo, Beja, Associação de Municípios do Distrito de Beja.
Anedotas Portuguesas [...] da Corte Quinhentista e de uma certa soberba, de uma certa elegância, in Diário do Alentejo, Beja, Associação de Municípios do Distrito de Beja.
Beja, 1896… (a propósito de Eça de Queiroz), in Diário do Alentejo, n.º 694, Beja, Associação de Municípios do Distrito de Beja.
A Resposta de Géca Tatu (de Catullo da Paixão Cearense), in Diário do Alentejo, n.º 693, Beja, Associação de Municípios do Distrito de Beja.
’tá doche que diz a preta de cambraias tão bonito!… (de António Pedro da Costa), in Diário do Alentejo, n.º 691, Beja, Associação de Municípios do Distrito de Beja.
A China fica ao lado (de Maria Ondina Braga), in Diário do Alentejo, n.º 691, Beja, Associação de Municípios do Distrito de Beja.
Eu o Outro e o Cão… (de Yvete Kace Centeno), in Diário do Alentejo, n.º 690, Beja, Associação de Municípios do Distrito de Beja.
Cantata Para a Maldade Semântica (de Ana Hatherly), in Diário do Alentejo, n.º 689, Beja, Associação de Municípios do Distrito de Beja.
Aviso Por Causa da Moral (de Fernando Pessoa), in Diário do Alentejo, n.º 688, Beja, Associação de Municípios do Distrito de Beja.